# Marthe Massin
Pour les articles homonymes, voir Massin.
Marthe Massin, née le 6 octobre 1860 à Liège et morte à Bruxelles le 2 juin 1931 , est une artiste peintre belge.

## Biographie
Marthe Massin est née à Liège le 6 octobre 1860 dans une famille aisée. Ses parents sont Gustave Urbain Léopold Massin, négociant et comptable, et Constance Marchet. Marthe Massin a une sœur, Juliette, (1866-1919) qui a épousé en 1894 le peintre William Degouve de Nuncques. La famille s'installe à Bruxelles en 1877.
Elle suit les cours de l'académie privée d'Ernest Blanc-Garin à Bruxelles qui accepte déjà les femmes. Elle aménage ensuite son propre atelier au domicile parental, rue Potagère à Saint-Josse, où elle enseigne à des personnalités de la haute société.
Marthe Massin peint des paysages urbains, des figures de paysannes et d’ouvrières. Ses dessins et carnets de croquis montrent qu’elle pratique des techniques variées, privilégiant le crayon noir, la plume et l’aquarelle. Elle multiplie les études d’après nature en se focalisant sur des architectures et des figures. Au cours des années 1880, ses œuvres sont présentées dans diverses expositions, notamment au « Salon triennal » en 1884 et au « Salon du Voorwaarts » en 1889.
En 1889, elle rencontre le poète Émile Verhaeren, avec qui elle se marie à Bruxelles en 1891,.
Le mariage a influencé les carrières artistiques ultérieures des deux époux. La poésie d’Émile Verhaeren devient moins sombre et il écrit plusieurs recueils de poèmes d'amour. Marthe Massin cesse d'enseigner et leur vie commune devient le sujet de ses dessins et peintures. Elle peint le jardin où ils se sont rencontrés ou leur maison, et surtout, elle représente son mari, en utilisant différentes techniques comme la peinture à l'huile, la sanguine ou l'encre. Elle continue à dessiner énormément, ce qui tend à prouver qu'elle n'a pas renoncé à sa production artistique personnelle après son mariage, comme cela a souvent été affirmé.
Elle expose encore, en 1904, au cercle du Bon vouloir de Mons mais reste toujours en retrait de a scène culturelle.
Tout en pratiquant sa peinture, Marthe Massin assiste son mari dans l’élaboration de ses recueils de poèmes. Elle s’occupe de retranscrire les textes et constituer les manuscrits originaux, recopie les poèmes, fait les corrections. Plusieurs manuscrits en vue d’impression chez Edmond Deman sont entièrement de la main de Marthe Massin.
Après la mort accidentelle d’Émile Verhaeren et jusqu'à sa propre mort en 1931, Marthe Massin se consacre à son héritage et à sa mémoire. Elle fait reconstruire à l'identique leur maison de Saint-Amand, détruite pendant la Première Guerre mondiale et fait des dessins pour la construction d'une réplique de l'étude d’Émile Verhaeren à la Bibliothèque royale de Belgique. À sa mort, Marthe Massin lègue l'intégralité des archives d’Émile Verhaeren à la même bibliothèque.
La majeure partie de l'œuvre de Marthe Massin est conservée aux Archives et Musée de la Littérature (AML) de Bruxelles. En 2016, une partie est présentée lors d'une exposition consacrée à Émile Verhaeren au Musée des Beaux-Arts de Tournai. Plusieurs œuvres inédites font partie de l'exposition Aimer et être aimé au Musée Verhaeren à Saint-Amand. Une autre partie de sa succession se trouve au Musée Plantin-Moretus à Anvers grâce à un legs privé. Depuis 2018, un portrait d’Émile Verhaeren par Marthe Massin intègre la collection permanente du Musée Verhaeren à Saint-Amand grâce à un don. En 2019, l’Espace Muséal Émile Verhaeren à Roisin présente un programme en hommage à Marthe Massin.
Marthe Massin meurt à Bruxelles le 2 juin 1931. En 1955, lors de la célébration du centenaire de la naissance d’Émile Verhaeren, le corps de Marthe Massin est transféré dans le monument funéraire de son mari. Juste en face se trouve le jardin Marthe Massin, avec une statue de Jan Mees, Liefdesgetijden, dédiée à Marthe Massin et Émile Verhaeren,.
Une rue de Saint-Amand porte le nom de Marthe Massin.

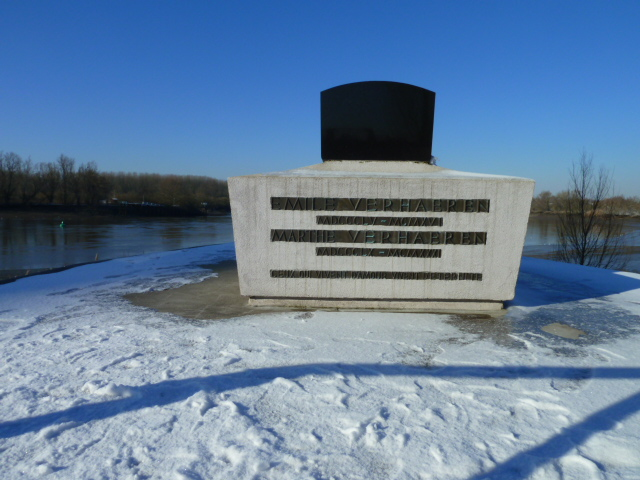
Monument funéraire d’Émile Verhaeren et Marthe Massin au bord de d'Escaut

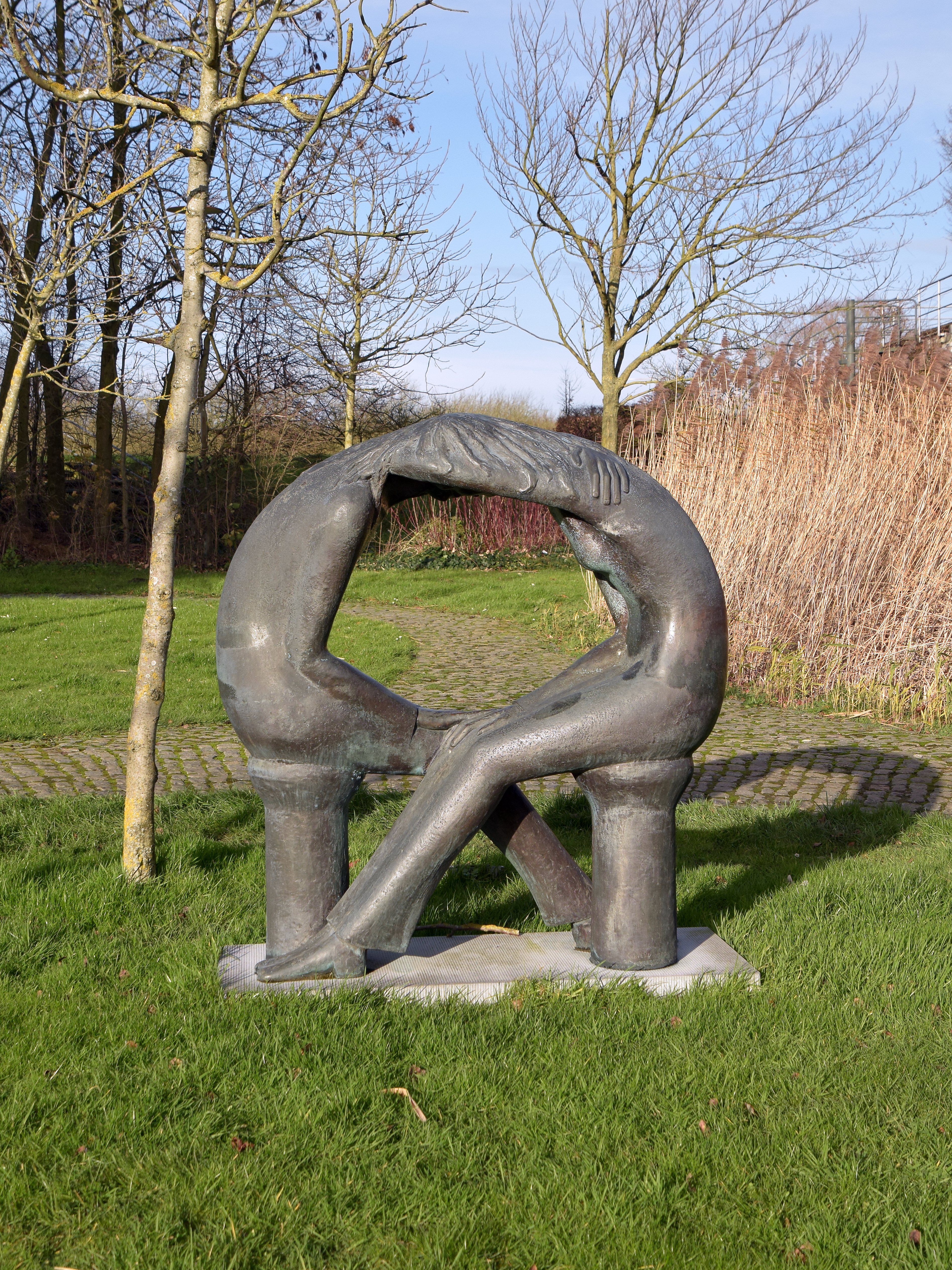
Les Heures - Liefdegetijden, sculpture de Jan Mees en hommage à Émile Verhaeren et Marthe Massin

## Œuvre

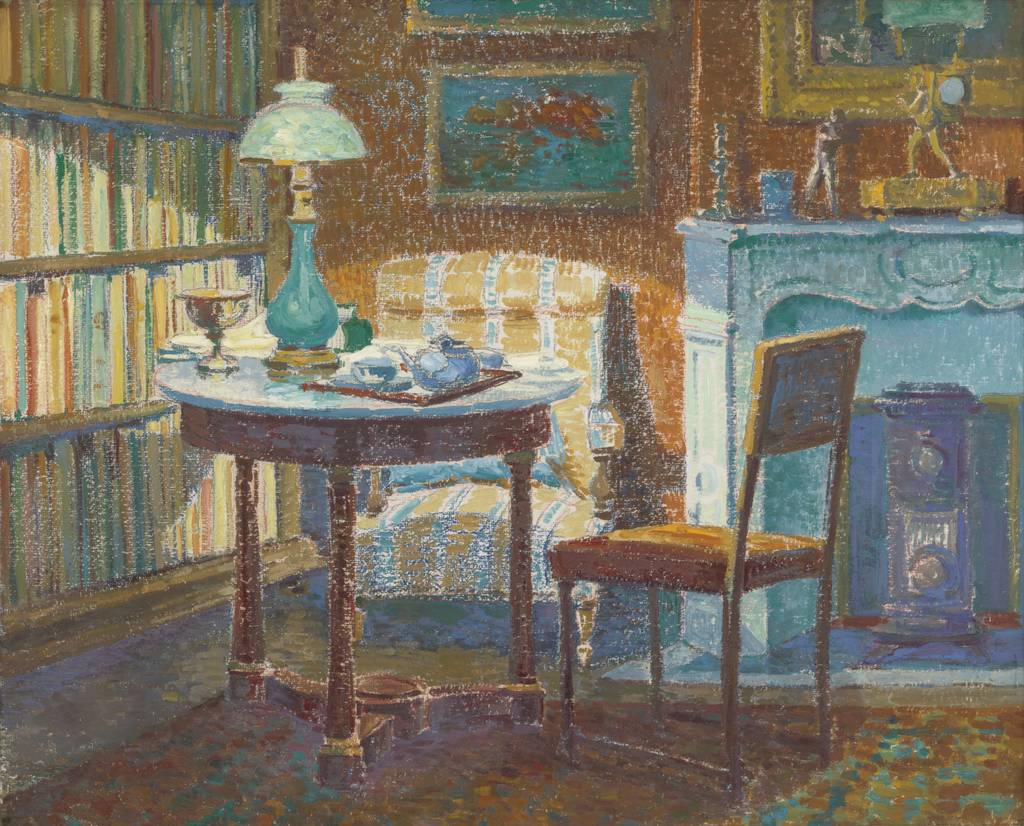
Marthe Massin, bureau d’Émile Verhaeren à St Cloud
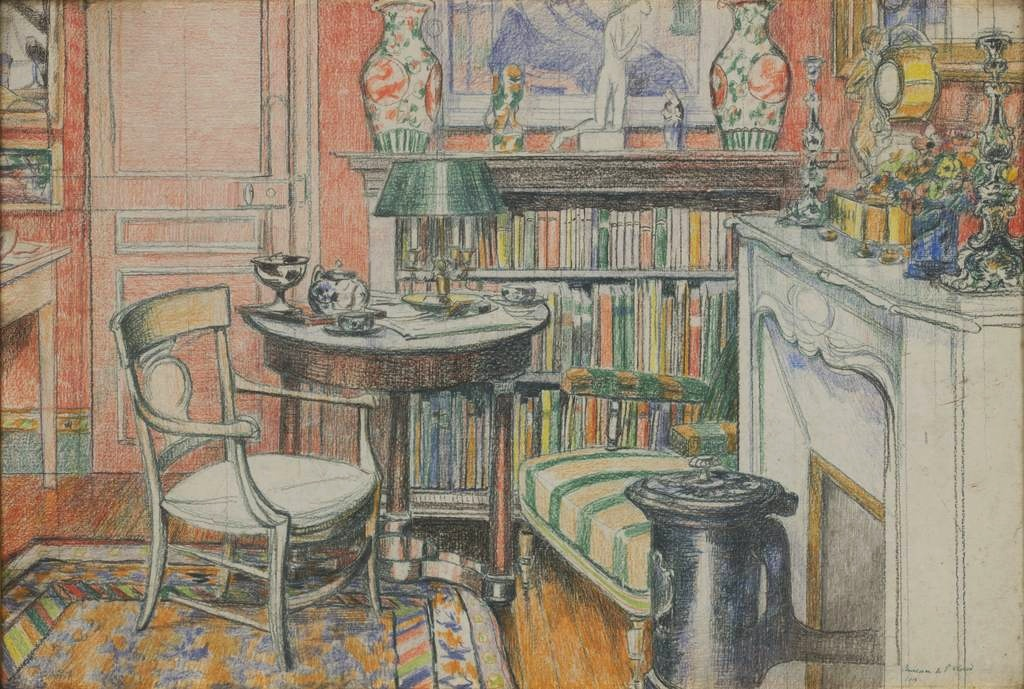
Marthe Massin, bureau d’Émile Verhaeren à St Cloud
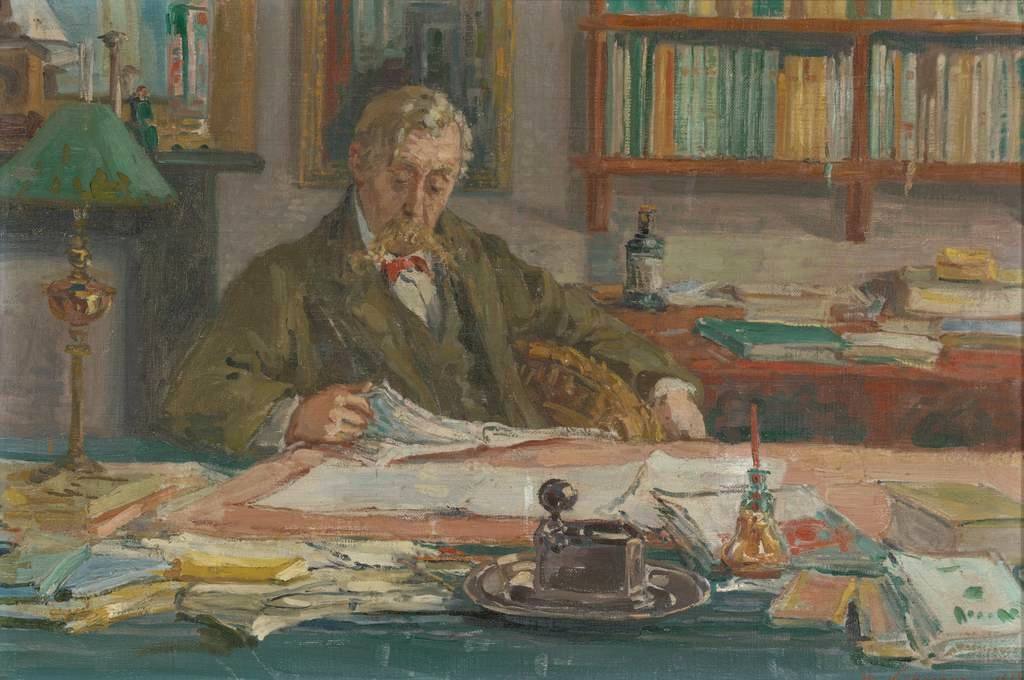
Marthe Massin, Émile Verhaeren à sa table de travail
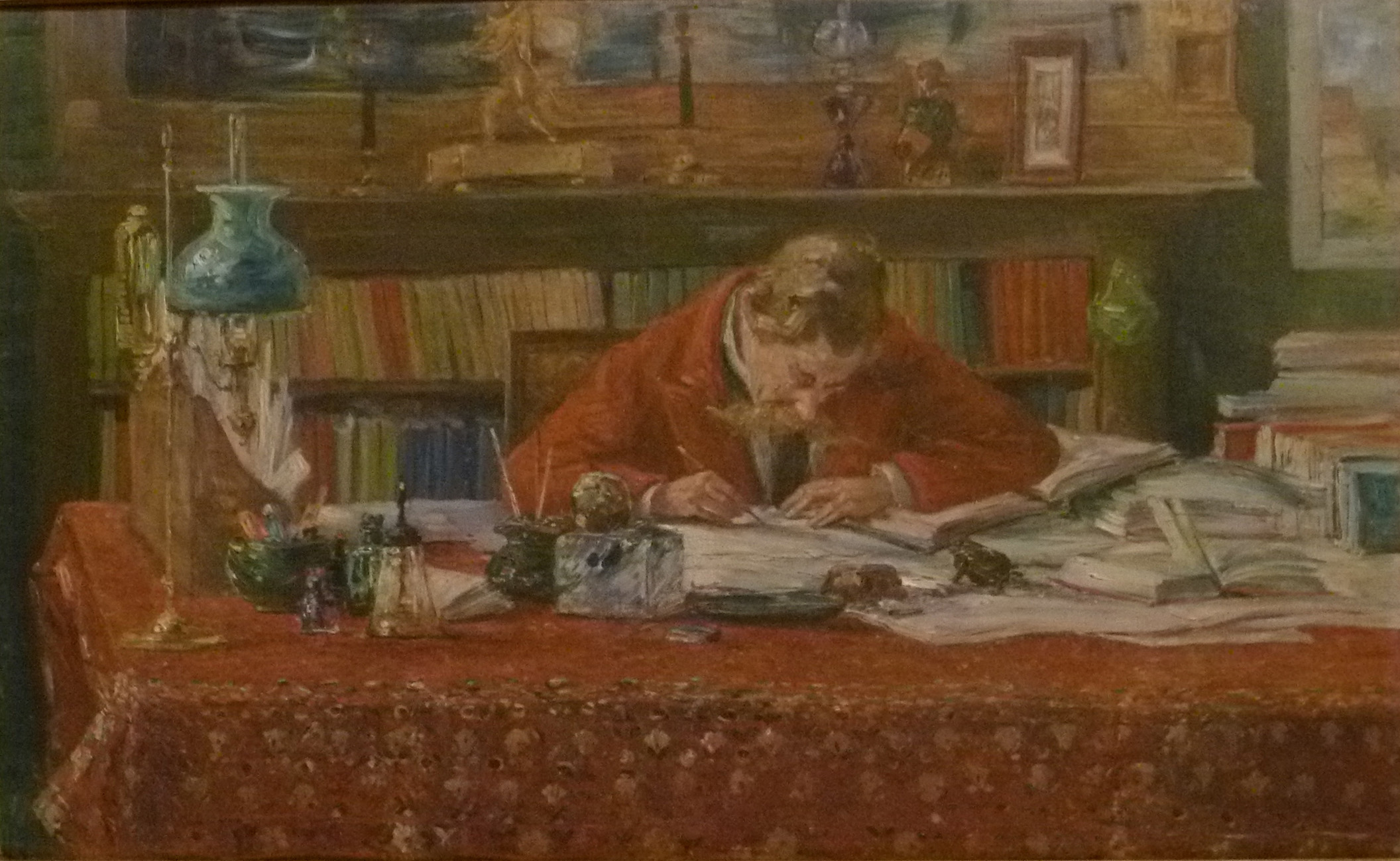
Marthe Massin, Émile Verhaeren à son bureau
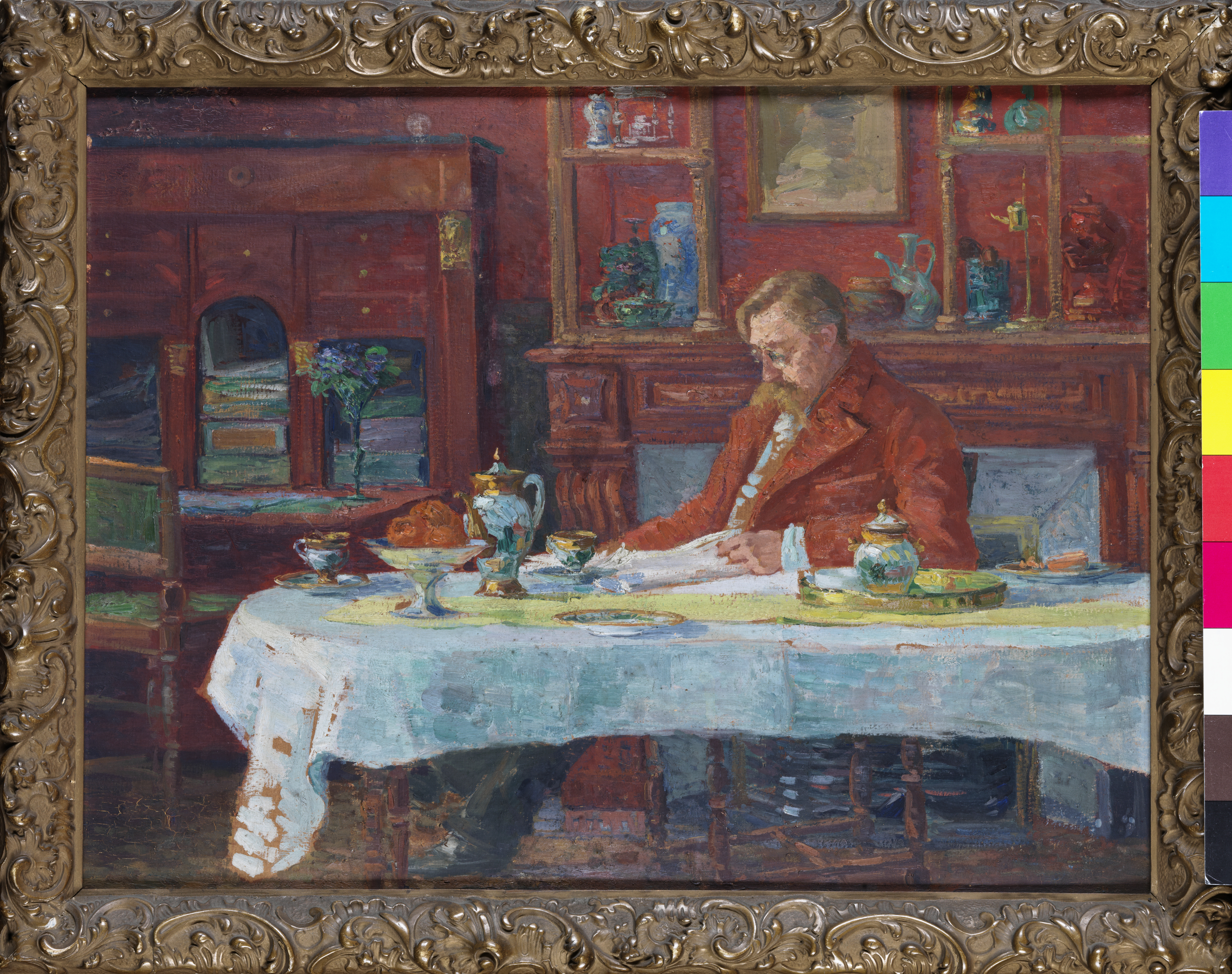
Marthe Massin, Émile Verhaeren à son bureau